# (1858) Lobachevskij
(1858) Lobachevskij es un asteroide perteneciente al cinturón de asteroides descubierto por Liudmila Vasílievna Zhuravliova el 18 de agosto de 1972 desde el Observatorio Astrofísico de Crimea, Naúchni.

## Designación y nombre
Lobachevskij fue designado al principio como 1972 QL.
Posteriormente, se nombró en honor del matemático ruso Nikolái Ivánovich Lobachevski (1792-1856).

## Características orbitales
Lobachevskij orbita a una distancia media del Sol de 2,7 ua, pudiendo acercarse hasta 2,492 ua. Su inclinación orbital es 1,661° y la excentricidad 0,07701. Emplea en completar una órbita alrededor del Sol 1620 días.